# Sárffy Aladár
Sárffy Aladár (Takácsi, 1858. augusztus 18. – Balassagyarmat, 1900. december 28.) bölcseleti doktor, gimnáziumi igazgató, tanár.

## Élete
A középiskolai osztályokat Veszprémben, Nagykárolyban és Kolozsvárott végezte; négy évig a kolozsvári egyetemnek volt hallgatója. Időközben, mint katona, a boszniai okkupációban is részt vett. 1884-ben tanári oklevelet nyert bölcseletből, latin és magyar nyelvből és a kegyesrendiek podolini algimnáziumánál alkalmazták mint helyettes tanárt. 1887-ben a lőcsei állami főreáliskolához nevezték ki helyettes és 1888-ban ugyanoda rendes tanárnak. 1900 őszén az újonnan szervezett balassagyarmati főgimnáziumnál bízták meg az igazgatói teendőkkel, ahol azonban ugyanazon év december 28-án meghalt.
Írt ismeretterjesztő, tanügyi, bölcseleti, szépirodalmi cikkeket a vidéki és fővárosi lapokba és folyóiratokba közel kétszáz cikket, nevezetesen a Magyar Fényképészek Lapjába (1885-88., 1898-1900. A fényképészet aesthetikája I-VIII.); a Közoktatásba (1886. Az ifjusági könyvtárakról); a lőcsei magyar királyi állámi főreáliskola Értesítőjébe (1888. Bacon Ferencz inductiója, 1889. Bacon praerogativ instantiái, természeti analogiája és módszerének hiánya, 1897. Jókai írói jellemzéséhez, Jókai és az iskola, Jókai mint regényíró, ism. Egyet. Philol. Közlöny 1898.); a Fővárosi Lapokba (90-es évek elején, elbeszélések); a Budapesti Hirlapba (1893. elb., 1894. A színes fényképek); az Országos Tanáregyesület Közlönyébe (1892-1893. A tanári értekezletek jegyzője, 1898-99. A Németh-féle betűrendes tájékoztató ismertetése, Kérdések az administratio köréből); a Ludovika Akadémia Közlönyébe (1899. Adatok a háború lélektanához, 1900. Egy actuális hadtörténelmi analogia); az Athenaeumba (1900. Jellem és tudomány); a balassagyarmati gymnasium Értesítőjébe (1901. A művészet és a fényképészet); írt még a Tanulók Lapjába (1894-96., 1898-99.), szépirodalmiakat a M. Tengerpartba (1894-95).

## Munkái
- A tulajdonról. Philosophico-ethikai értekezés, Kolozsvár, 1884.
- A classikusok rhetorikája. Egyetemi segédkönyv tanárjelöltek számára. Bpest, 1890. (Ism. Egyet. Philol. Közlöny 1891.)
- Kalauz a magyar irodalomtörténet tanulásához. Középiskolai használatra. Uo. 1891.
- Lélektan és logika középiskolák használatára. Uo. 1892. (2. jav. kiadás. Uo. 1899.)
- Egy középkori doctori disputatio. Drámai parodia. Uo. 1900. (Különny. a Tanulók Lapjából. Előadták Modorban, Nagyszombatban, Rózsehegyen és Lőcsén).

A vándorgyűlés című bohózata a budapesti Vígszínház pályázatán 1896-ban dicséretet nyert; Az ezredleánya című társadalmi színművét előadták Lőcsén 1895-ben a városi színházban.